# Đại hội Đảng Cộng sản Trung Quốc lần thứ XVI
Đại hội Đảng Cộng sản Trung Quốc lần thứ 16 (giản thể: 中国共产党第十六次全国代表大会; phồn thể: 中國共產黨第十六次全國代表大會; bính âm: Zhōngguó Gòngchǎndǎng Dìshílìucì Quánguó Dàibiǎo Dàhuì; chuyển tự Hán-Việt: Trung Quốc cộng sản đảng đệ thập lục toàn quốc đại biểu đại hội, viết tắt Shílìu-dà [十六大]) được tổ chức tại Đại lễ đường Nhân dân ở thủ đô Bắc Kinh từ ngày 8 tháng 11 đến ngày 14 tháng 11 năm 2002. Tổng cộng có 2114 đại biểu và 40 đại biểu đặc biệt tham dự đại hội đã bầu ra 356 thành viên Ủy ban Trung ương Đảng Cộng sản Trung Quốc và 121 thành viên Ủy ban Kiểm tra Kỷ luật Trung ương (CCDI) nhiệm kỳ từ 2002 đến năm 2007. Đại hội đánh dấu sự chuyển giao danh nghĩa quyền lực giữa Giang Trạch Dân và Hồ Cẩm Đào, người thay thế ông Giang làm Tổng Bí thư Đảng Cộng sản Trung Quốc. Tuy nhiên, Giang Trạch Dân, Chủ tịch nước (đến 15 tháng 3 năm 2003) vẫn giữ chức Chủ tịch Quân ủy Trung ương, cơ quan lãnh đạo tối cao của Đảng đối với các lực lượng vũ trang, đến tháng 3 năm 2005 mới chính thức bàn giao lại cho ông Hồ Cẩm Đào, do đó trên thực tế quá trình chuyển giao quyền lực chưa hoàn tất. Kể từ Đại hội 16 năm 2002, Trung Quốc bắt đầu ổn định về số lượng thành viên trong Bộ Chính trị là 25; Ủy ban Thường vụ Bộ Chính trị khóa 16 có 9 Ủy viên được mở rộng hơn khóa 15 năm 1996 là hai Ủy viên nhưng đến Đại hội 18 năm 2012 thì số Ủy viên đã ổn định trở lại như Đại hội 16 là bảy Ủy viên Thường vụ, đây là cơ quan nắm thực quyền cao nhất Trung Quốc.
Đại hội Đảng toàn quốc lần thứ 16 đã kiểm tra và thông qua sửa đổi Hiến pháp Cộng hòa Nhân dân Trung Hoa do Ủy ban Trung ương Đảng lần thứ 15 thông qua và quyết định có hiệu lực kể từ ngày thông qua. Việc sửa đổi Hiến pháp đã được thông qua tại Đại hội Đảng toàn quốc, với học thuyết ba đại diện (三个代表) hay còn được gọi là Tam cá đại biểu của Giang Trạch Dân được đưa vào Điều lệ Đảng Cộng sản Trung Quốc.

### Ủy ban Trung ương Đảng
Ban Chấp hành Trung ương khóa 16 gồm 198 Ủy viên chính thức; 158 Ủy viên dự khuyết và 121 thành viên Ủy ban Kiểm tra Kỷ luật Trung ương.
Tổng Bí thư: Hồ Cẩm Đào (phiên họp toàn thể lần thứ nhất của Ủy ban Trung ương Đảng lần thứ 16 ngày 15 tháng 11 năm 2002 quyết định)

### Ban Bí thư
| Thứ tự | Tên             | Năm vào Đảng | Chức vụ | Ghi chú |
| ------ | --------------- | ------------ | --- | ------- |
| 1      | Tăng Khánh Hồng | 1960         | Phó Chủ tịch nước |         |
| 2      | Lưu Vân Sơn     | 1971         | Trưởng ban Tuyên truyền Trung ương |         |
| 3      | Chu Vĩnh Khang  | 1964         | Bộ trưởng Bộ Công an |         |
| 4      | Hạ Quốc Cường   | 1966         | Trưởng ban Tổ chức Trung ương |         |
| 5      | Vương Cương     | 1966         | Chủ nhiệm Văn phòng Trung ương Đảng |         |
| 6      | Từ Tài Hậu      | 1971         | Ủy viên Quân ủy Trung ương, Chủ nhiệm Tổng cục Chính trị Quân Giải phóng Nhân dân Trung Quốc (2002-2004), Phó Chủ tịch Quân ủy Trung ương (2004-2007) |         |
| 7      | Hà Dũng         | 1958         | Phó Bí thư Ủy ban Kiểm tra Kỷ luật Trung ương |         |

### Ủy ban Thường vụ Bộ Chính trị
| Thứ tự | Tên             | Chức vụ | Ghi chú khác                           |
| ------ | --------------- | --- | -------------------------------------- |
| 1      | Hồ Cẩm Đào      | Tổng bí thư Chủ tịch nước (từ 3/2003) Chủ tịch Quân ủy Trung ương Đảng (từ 9/2004) Chủ tịch Ủy ban Quân sự Trung ương Cộng hòa Nhân dân Trung Hoa (từ 3/2005) |                                        |
| 2      | Ngô Bang Quốc   | Chủ tịch Quốc hội |                                        |
| 3      | Ôn Gia Bảo      | Thủ tướng |                                        |
| 4      | Giả Khánh Lâm   | Chủ tịch Chính hiệp |                                        |
| 5      | Tăng Khánh Hồng | Phó Chủ tịch nước, Hiệu trưởng Trường Đảng Trung ương Đảng Cộng sản Trung Quốc                                                                                |                                        |
| 6      | Hoàng Cúc       | Phó Thủ tướng Thường trực | Mất tháng 6 năm 2007 khi còn tại nhiệm |
| 7      | Ngô Quan Chính  | Bí thư Ủy ban Kiểm tra Trung ương |                                        |
| 8      | Lý Trường Xuân  | Chủ nhiệm Ủy ban Chỉ đạo Kiến thiết Văn minh Tinh thần Trung ương                                                                                             |                                        |
| 9      | La Cán          | Bí thư Ủy ban Chính trị Pháp luật Trung ương Đảng Cộng sản Trung Quốc                                                                                         |                                        |

### Bộ Chính trị
| Thứ tự            | Tên              | Chức vụ | Ghi chú khác                     |
| ----------------- | ---------------- | --- | -------------------------------- |
| 1                 | Vương Lệ Quân    | Bí thư Khu ủy Tân Cương                                                                                            |                                  |
| 2                 | Vương Triệu Quốc | Phó ủy viên trưởng Ủy ban Thường vụ Quốc hội                                                                       |                                  |
| 3                 | Hồi Lương Ngọc   | Phó Thủ tướng |                                  |
| 4                 | Lưu Kỳ           | Bí thư Thành ủy Bắc Kinh                                                                                           |                                  |
| 5                 | Lưu Vân Sơn      | Trưởng ban Tuyên truyền Trung ương                                                                                 |                                  |
| 6                 | Lý Trường Xuân   | Chủ nhiệm Ủy ban Văn minh Trung ương                                                                               |                                  |
| 7                 | Ngô Nghi         | Phó Thủ tướng |                                  |
| 8                 | Ngô Bang Quốc    | Ủy viên trưởng Ủy ban Thường vụ Đại hội Đại biểu Nhân dân Toàn quốc (Chủ tịch Quốc hội)                            |                                  |
| 9                 | Ngô Quan Chính   | Bí thư Ủy ban Kiểm tra Trung ương                                                                                  |                                  |
| 10                | Trương Lập Xương | Bí thư Thành ủy Thiên Tân                                                                                          |                                  |
| 11                | Trương Đức Giang | Bí thư Tỉnh ủy Quảng Đông                                                                                          |                                  |
| 12                | Trần Lương Vũ    | Bí thư Thành ủy Thượng Hải                                                                                         | Đình chỉ chức vụ năm 2006        |
| 13                | La Cán           | Bí thư Ủy ban Chính trị và Pháp luật Trung ương                                                                    |                                  |
| 14                | Chu Vĩnh Khang   | Ủy viên Quốc vụ, Bộ trưởng Bộ Công an                                                                              |                                  |
| 15                | Hồ Cẩm Đào       | Tổng bí thư Chủ tịch nước, Phó Chủ tịch Quân ủy Trung ương (2002 - 2004) Chủ tịch Quân ủy Trung ương (từ năm 2004) |                                  |
| 16                | Du Chính Thanh   | Bí thư Tỉnh ủy Hồ Bắc                                                                                              |                                  |
| 17                | Hạ Quốc Cường    | Trưởng ban Tổ chức Trung ương                                                                                      |                                  |
| 18                | Giả Khánh Lâm    | Chủ tịch Chính hiệp                                                                                                |                                  |
| 19                | Quách Bá Hùng    | Phó Chủ tịch thường trực Quân ủy Trung ương                                                                        |                                  |
| 20                | Hoàng Cúc        | Phó thủ tướng thứ nhất Quốc vụ viện                                                                                | (mất năm 2007 khi còn tại nhiệm) |
| 21                | Tào Cương Xuyên  | Phó Chủ tịch thứ 2 Quân ủy Trung ương, Ủy viên Quốc vụ, Bộ trưởng Bộ Quốc phòng                                    |                                  |
| 22                | Tăng Khánh Hồng  | Phó Chủ tịch nước, Hiệu trưởng Trường Đảng Trung ương Đảng Cộng sản Trung Quốc                                     |                                  |
| 23                | Tăng Bồi Viêm    | Phó Thủ tướng thứ 2 Quốc vụ viện                                                                                   |                                  |
| 24                | Ôn Gia Bảo       | Thủ tướng Quốc vụ viện                                                                                             |                                  |
| Ủy viên Dự khuyết |                  | |                                  |
| Thứ tự            | Tên              | Chức vụ | Ghi chú khác                     |
| 1                 | Vương Cương      | Chánh Văn phòng Trung ương Đảng                                                                                    |                                  |

### Ủy ban Quân sự Trung ương ĐảngvàỦy ban Quân sự Nhà nước
Giang Trạch Dân; Chủ tịch Quân ủy Trung ương Đảng (đến tháng 9 năm 2004); Chủ tịch Ủy ban Quân sự Nhà nước (đến tháng 3 năm 2005)
Phó Chủ tịch: Hồ Cẩm Đào (sau kế nhiệm Giang Trạch Dân), Quách Bá Hùng và Tào Cương Xuyên
Ủy viên: Từ Tài Hậu, Lương Quang Liệt, Liệu Tích Long và Lý Kế Nại
Phó Chủ tịch bổ sung: Từ Tài Hậu (từ 2004; thay ông Hồ Cẩm Đào)

### Ủy ban Kiểm tra Kỷ luật Trung ương
Bí thư: Ngô Quan Chính
Phó Bí thư: Hà Dũng, Hạ Tán Trung, Trương Thụ Điền, Lưu Tích Vinh, Trương Huệ Tân, Lưu Phong Nham, Mã Ôn, Can Dĩ Thắng, Lý Chí Luân

## Dân chủ trong Đảng
Trong số gần 200 Ủy viên Trung ương Đảng được Quốc hội bầu ra, có thể đánh giá từ số phiếu bầu ủng hộ họ của các đại biểu là thiếu sự ủng hộ trong Đảng. Ông Hoàng Cúc, người được bầu làm Phó Thủ tướng vào năm 2003, có ít phiếu nhất bởi hơn 300 đại biểu bỏ phiếu chống lại ông.